# Le Helder Suns (féminines)
Ne doit pas être confondu avec Le Helder Suns (masculins) ou Le Helder Kings.
Les Helder Suns (en néerlandais : Den Helder Suns), anciennement BV Le Helder, sont un club de basket-ball féminin néerlandais basé au Helder.

## Historique

### Évolution du nom
- 1981-2021: BV Le Helder
  - 1984-1986 : Doppeldouche Le Helder (Partenariat avec Doppeldouche)
  - 1986-1989 : HOI Le Helder (Partenariat avec HOI)
  - 1997-2000 : NUVA Le Helder (Partenariat avec NUVA)
  - 2000-2001 : Conesco Le Helder (Partenariat avec Conesco)
  - 2003-2005 : Cape Holland (Partenariat avec CAPE Holland)
  - 2005-2008 : Yellow Bike Le Helder (Partenariat avec Yellow Bike)
  - 2008-2011 : HLB Accountants Le Helder (Partenariat avec HLB)
  - 2012-2021 : Dozy BV Le Helder (Partenariat avec Dozy)
- Depuis 2021 : Le Helder Suns

## Palmarès
Championnat des Pays-Bas
- Champion (16) : 1985, 1988, 1989, 1990, 1991, 1996, 1998, 1999, 2000, 2004, 2005, 2006, 2008, 2009, 2021, 2022

Coupe des Pays-Bas (nl)
- Vainqueur (8) : 1992, 1993, 1997, 1998, 1999, 2007, 2020, 2023
- Finaliste : 2010, 2022, 2025

Supercoupe des Pays-Bas (nl)
- Finaliste (4) : 2009, 2010, 2022, 2023

## Entraîneurs successifs
| - 1983 - 1993 : Meindert van Veen (nl) - 1993 - 1995 : Maarten Tromp - 1985 - 2011 : Meindert van Veen (nl) - 2011 - 2013 : Frank de Wit - 2013 - 2014 : Ton Bootsman - 2014 - 2016 : Robert Tinga | - 2016 00000 : Anna Vincenzetto - 2016 - 2017 : Meindert van Veen (nl) - 2017 - 2019 : Anna Vincenzetto - 2019 - 2024 : Mario Bennes - 2024 - 0000 : Laura Kooij |

## Joueuses célèbres ou marquantes
- Kourtney Treffers (nl) (4 saisons: 2009-2011 et 2020-2022)